# Cratere Dzeng
Dzeng  è un cratere sulla superficie di Marte.